# Залучье (Удомельский район)
Залучье — деревня в Удомельском городском округе Тверской области.

## География
Деревня находится в северной части Тверской области на расстоянии приблизительно 26 км на запад по прямой от железнодорожного вокзала города Удомля недалеко от правого берега реки Мста.

## История
Впервые упоминается как сельцо в 1810 году. Дворов (хозяйств) было 47 (1859), 91(1886), 96 (1911), 64 (1958), 50 (1986), 37 (1999). В советский период истории работали колхозы «Связь» и им. Дзержинского. До 2015 года входила в состав Мстинского сельского поселения до упразднения последнего. С 2015 года в составе Удомельского городского округа.

## Население
Численность населения: 557 человек (1958 год), 463 (1886), 546(1911), 149 (1958), 90(1986), 75 (1999), 85 (русские 96 %) в 2002 году, 57 в 2010.